# 塩田徹治
塩田 徹治（しおだ てつじ、1940年 - ）は、日本の数学者。専門は代数幾何学。立教大学理学部名誉教授。楕円曲面の一種・塩田モジュラ曲面で知られる。

東京大学助教授時代の大学院指導学生には、小木曽啓示、寺杣友秀、桂利行などがいる。

## 人物
1940年生まれ、東京都立日比谷高等学校卒、1964年3月東京大学大学院理学研究科修士課程修了。1966年 ジョンズ・ホプキンス大学(アメリカ)でPh.D.を取得、指導教員は井草準一。1972年 博士号を取得。東京大学理学部助教授を経て、1987年4月から立教大学教授、2005年 同名誉教授。

## 業績
- Mordell-Weil 格子の研究

## 顕彰・招待講演
- 1990年 秋季賞 日本数学会
- 1990年 ICM 1990 Kyoto 招待講演者[6]

## 編著
- 1977年「Complex Analysis and Algebraic Geometry: A Collection of Papers Dedicated to K. Kodaira」
- 1983年「Algebraic Geometry: Proceedings of the Japan-France Conference Held at Tokyo and Kyoto, October 5-14, 1982」
- 2014年「Algebraic Geometry」